# 京都府北部地域
座標: 北緯35度30分 東経135度12分 / 北緯35.5度 東経135.2度

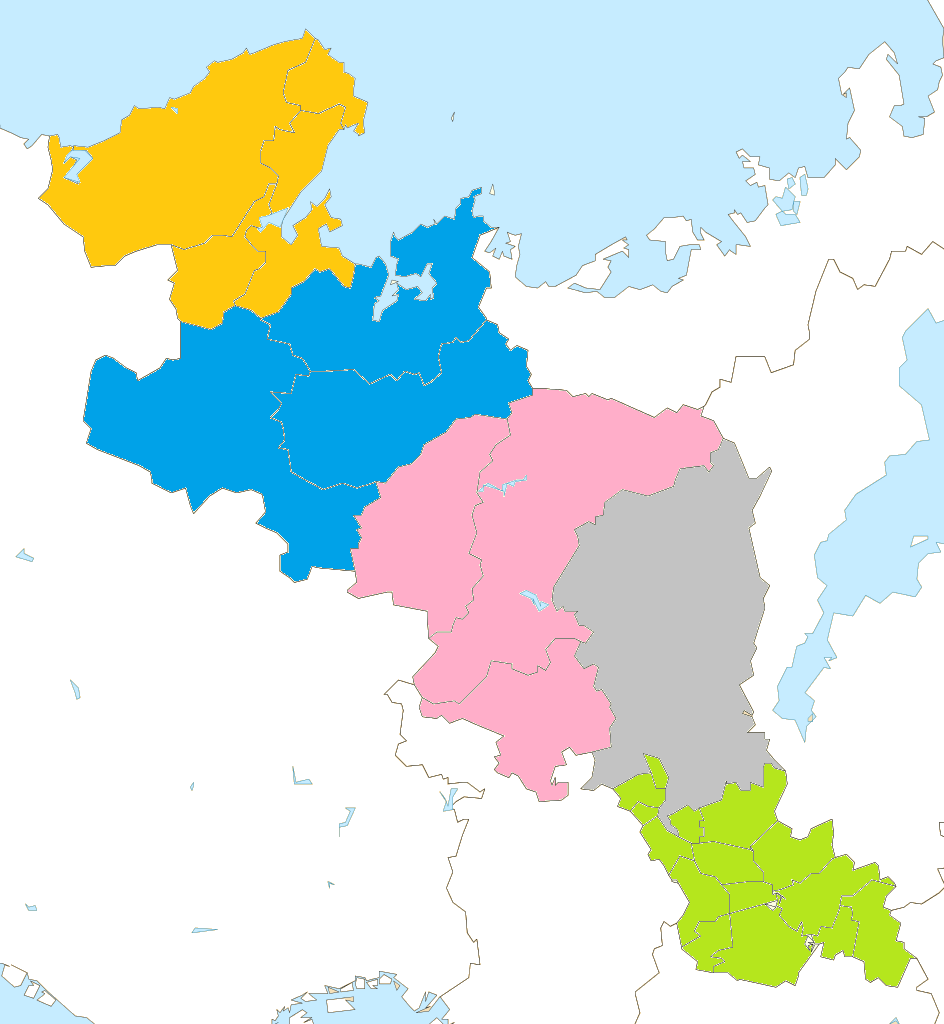
京都府 地域区分図
丹後地域、中丹地域 が京都府北部地域に該当する

京都府北部地域は、京都府の日本海側地域及びその周辺地域を指し、旧国制度では丹後国及び丹波国の一部に該当する。
市町村では舞鶴市、宮津市、京丹後市、与謝野町、伊根町（3市2町は旧丹後国）及び福知山市、綾部市（2市は旧丹波国）であり、ごくまれに京丹波町（ただし旧和知町のみ）も該当する場合がある。または、海に面している舞鶴と丹後半島のみを「北部」と分類する向きもある。気象庁の分類でも上記5市2町が京都府北部にあたる。本地域を総括的に扱うしくみには、京都府北部地域連携都市圏形成推進協議会や京都府北部地域連携都市圏振興社（海の京都DMO）などがある。2015年10月時点の域内人口は294,282人である。
京都府北部地域を細分化すると、舞鶴市、福知山市、綾部市を中丹。宮津市、京丹後市、与謝野町、伊根町を丹後に分けられ、京都府の出先機関である広域振興局も中丹と丹後で分かれている。

## 経済
自衛隊・重厚長大産業で栄えた舞鶴市や、大規模工業団地を有する福知山市など特に中丹地域で経済活動が盛んで、京都府北部地域の2015年の製造品出荷額等は6,644億円である。また丹後地域では日本三景の1つである天橋立を有し、観光業が盛んである。近年は人口減少が激しい地域であり、舞鶴港を中核に企業誘致や観光振興に努めている。

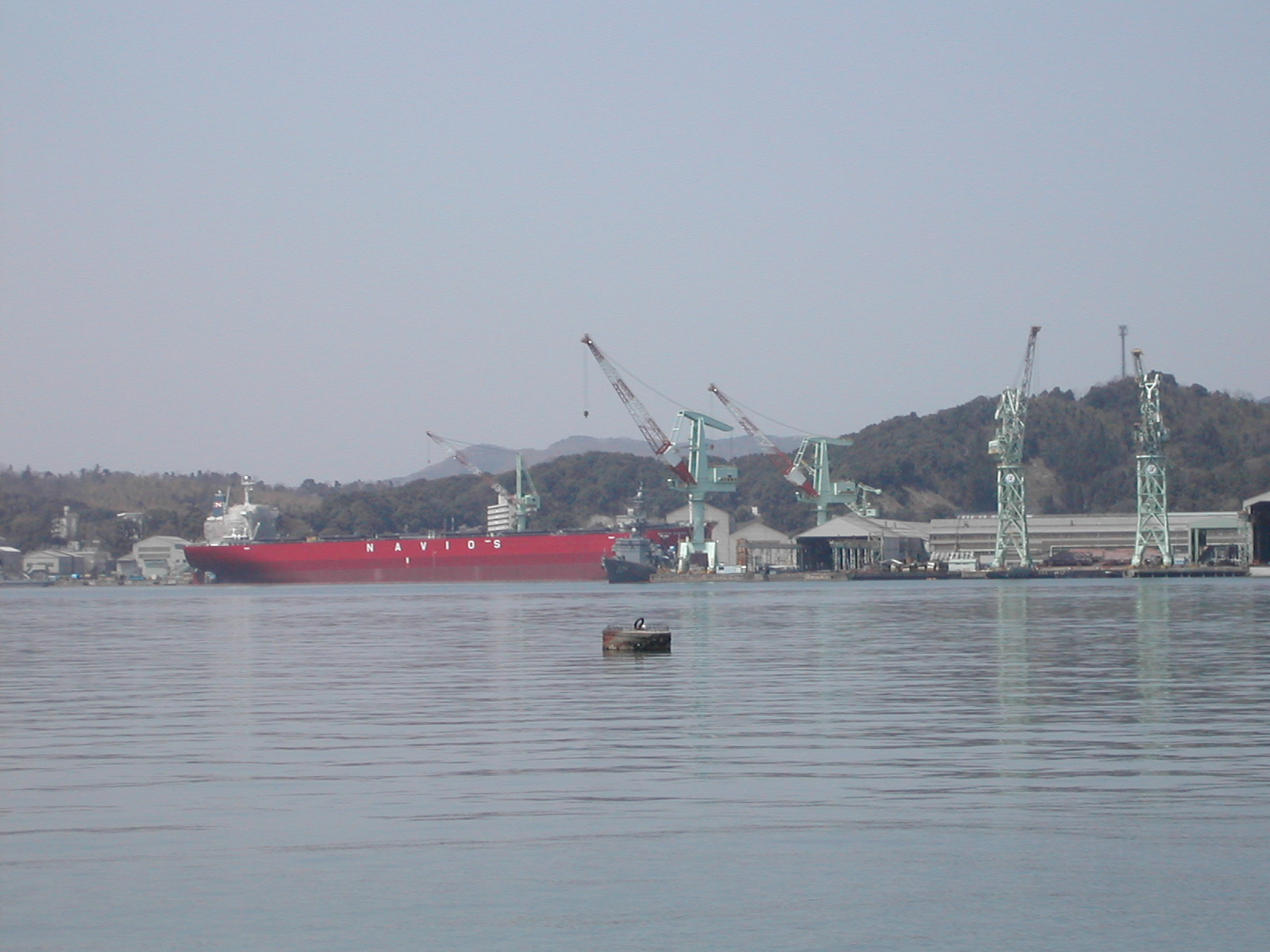
ジャパン マリンユナイテッド舞鶴事業所
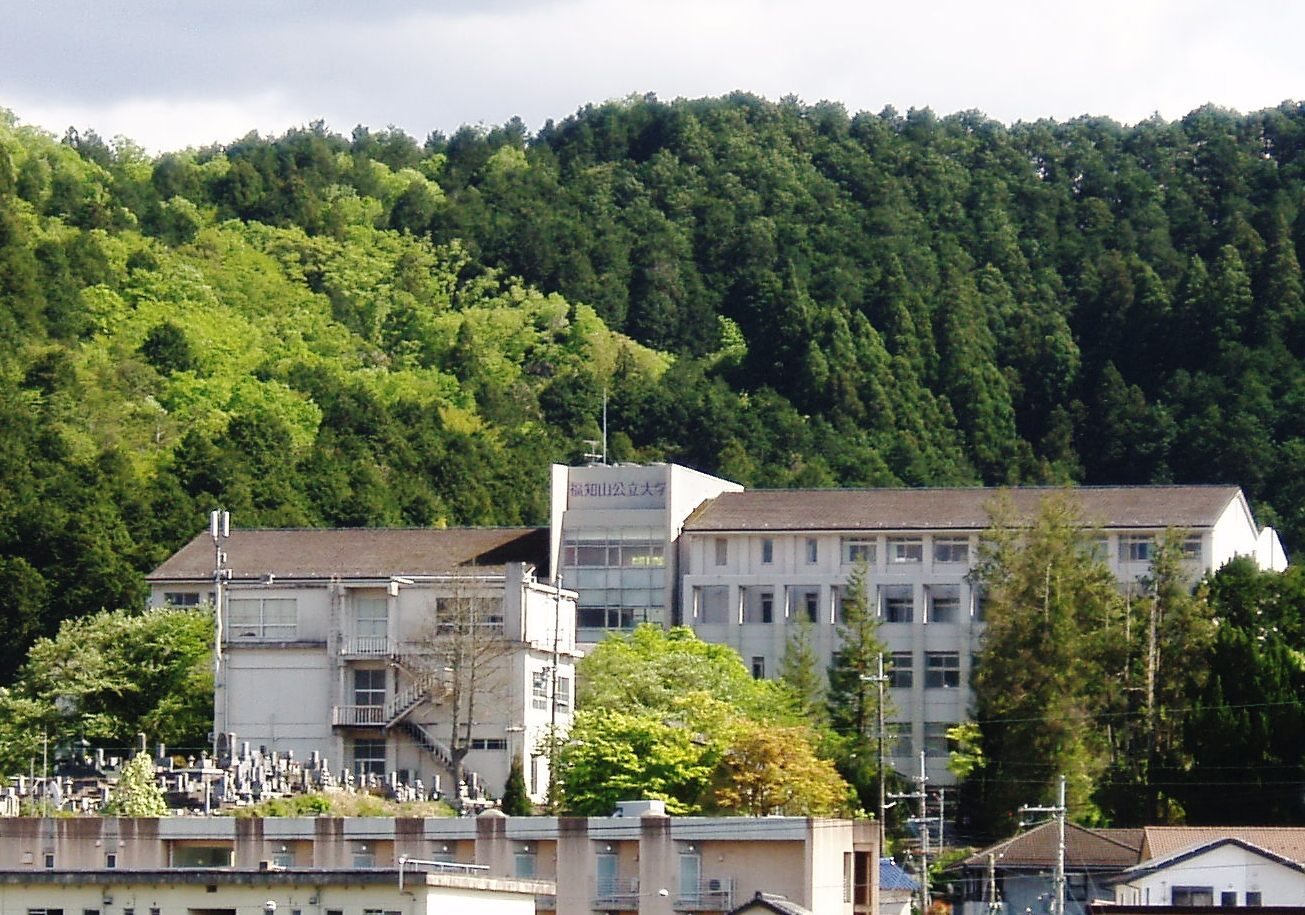
福知山公立大学
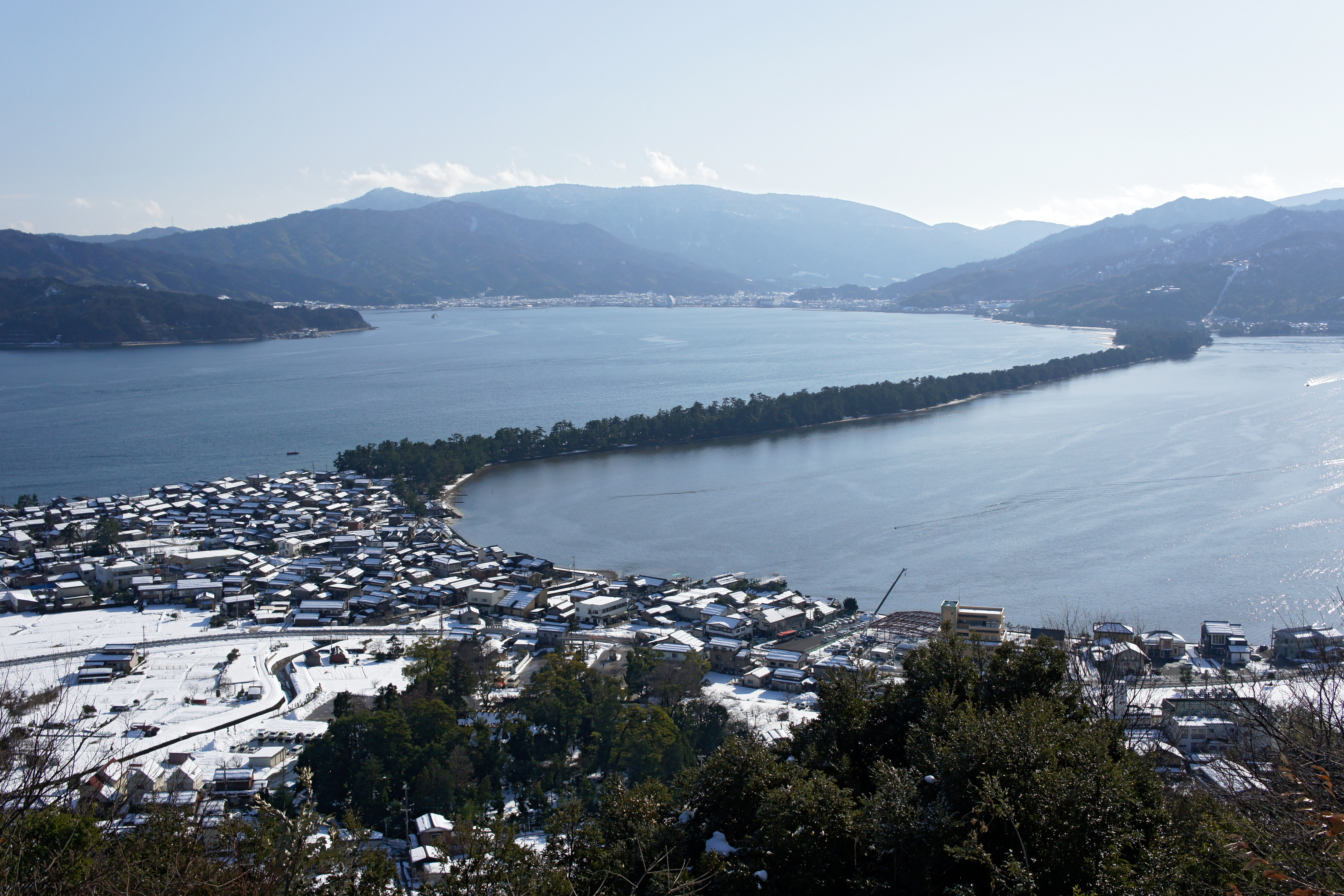
天橋立
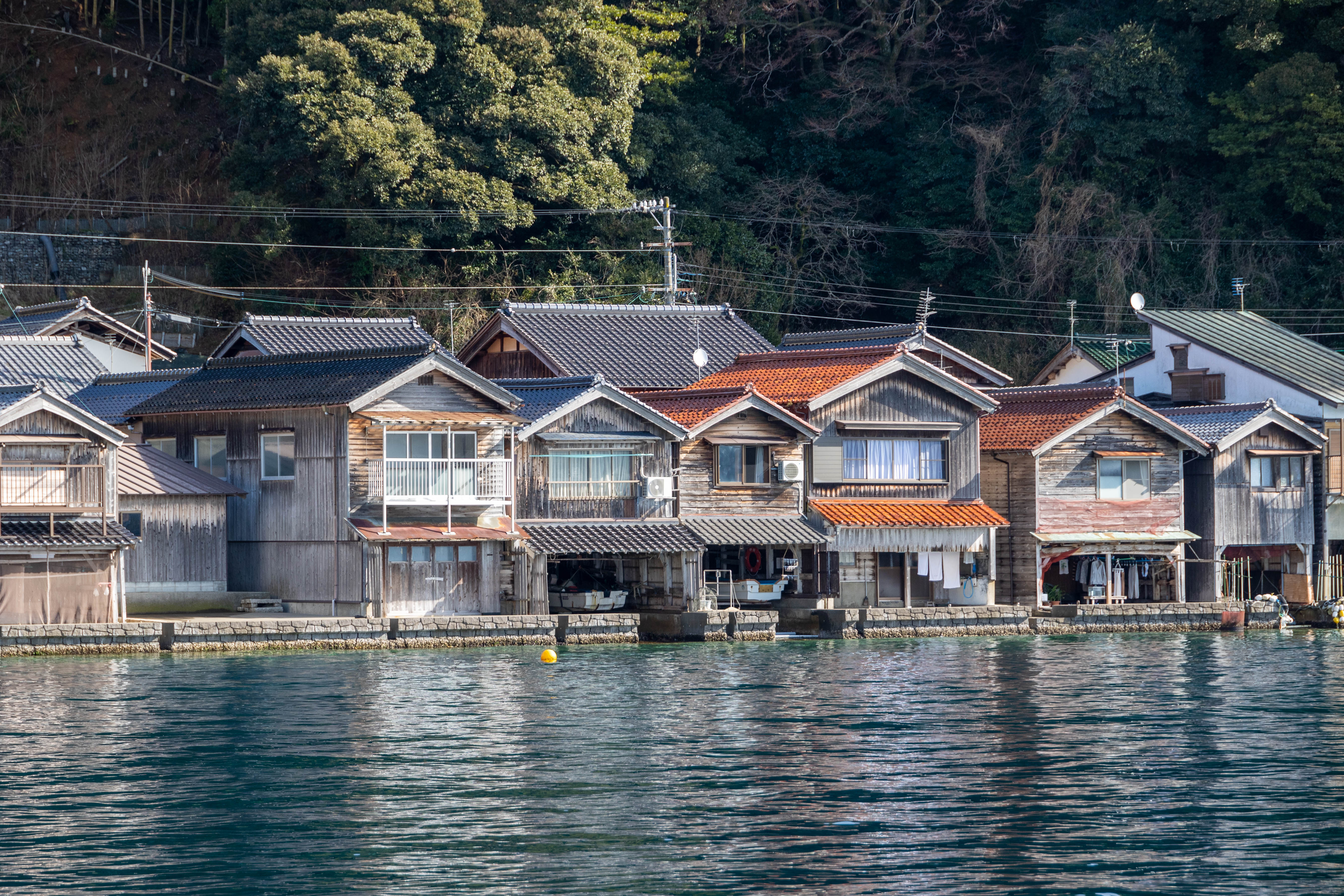
伊根の舟屋
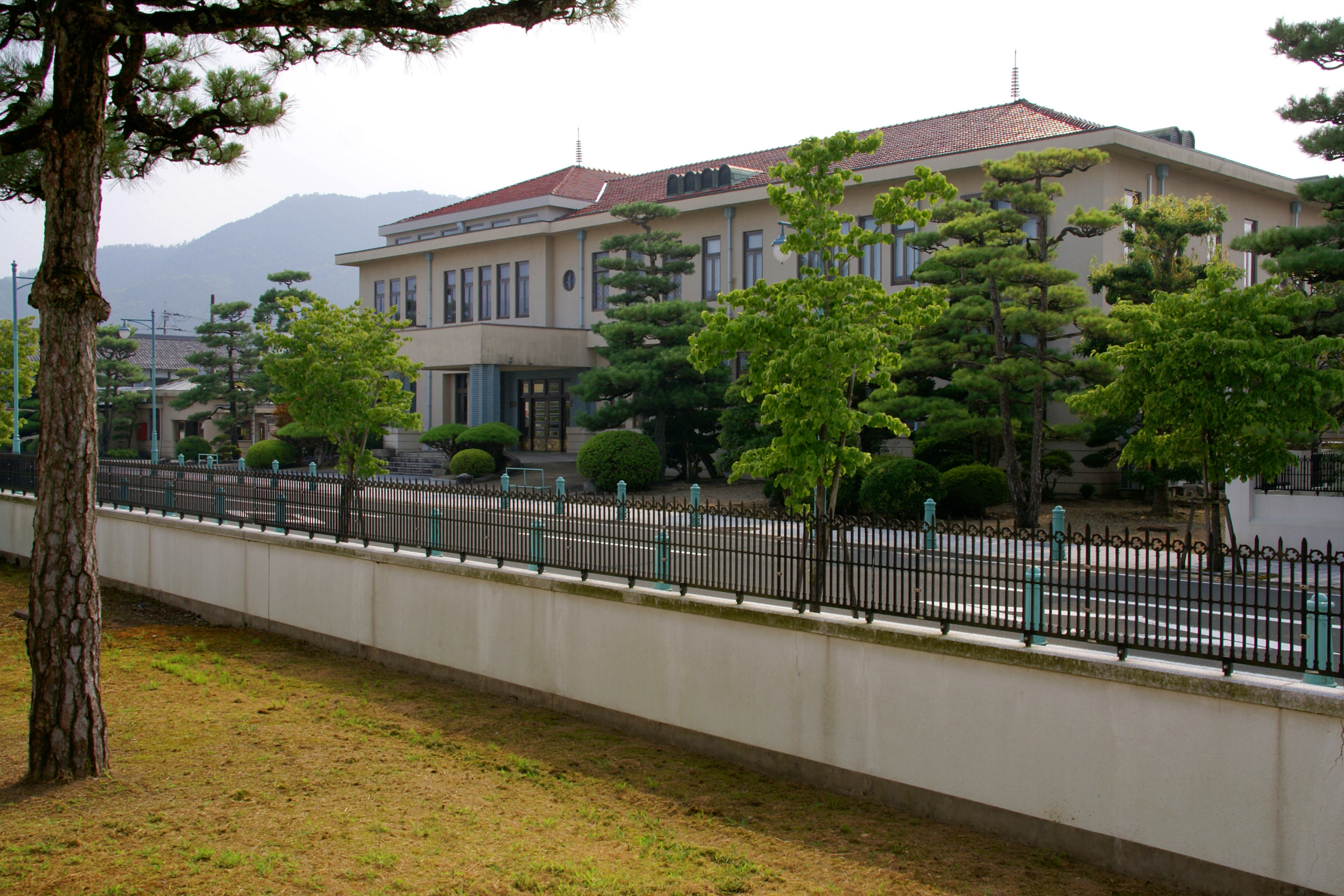
グンゼ綾部本社
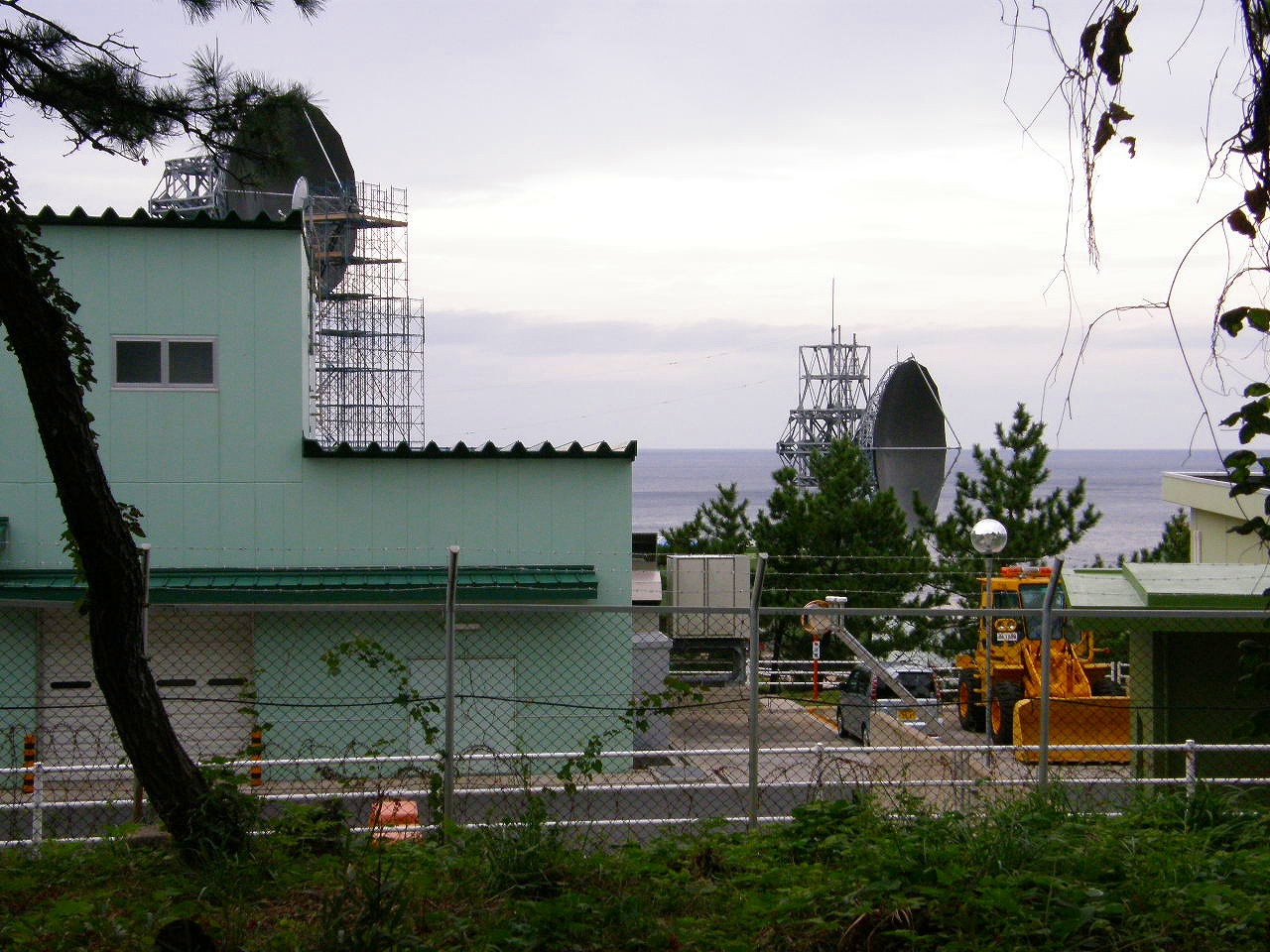
経ヶ岬分屯基地
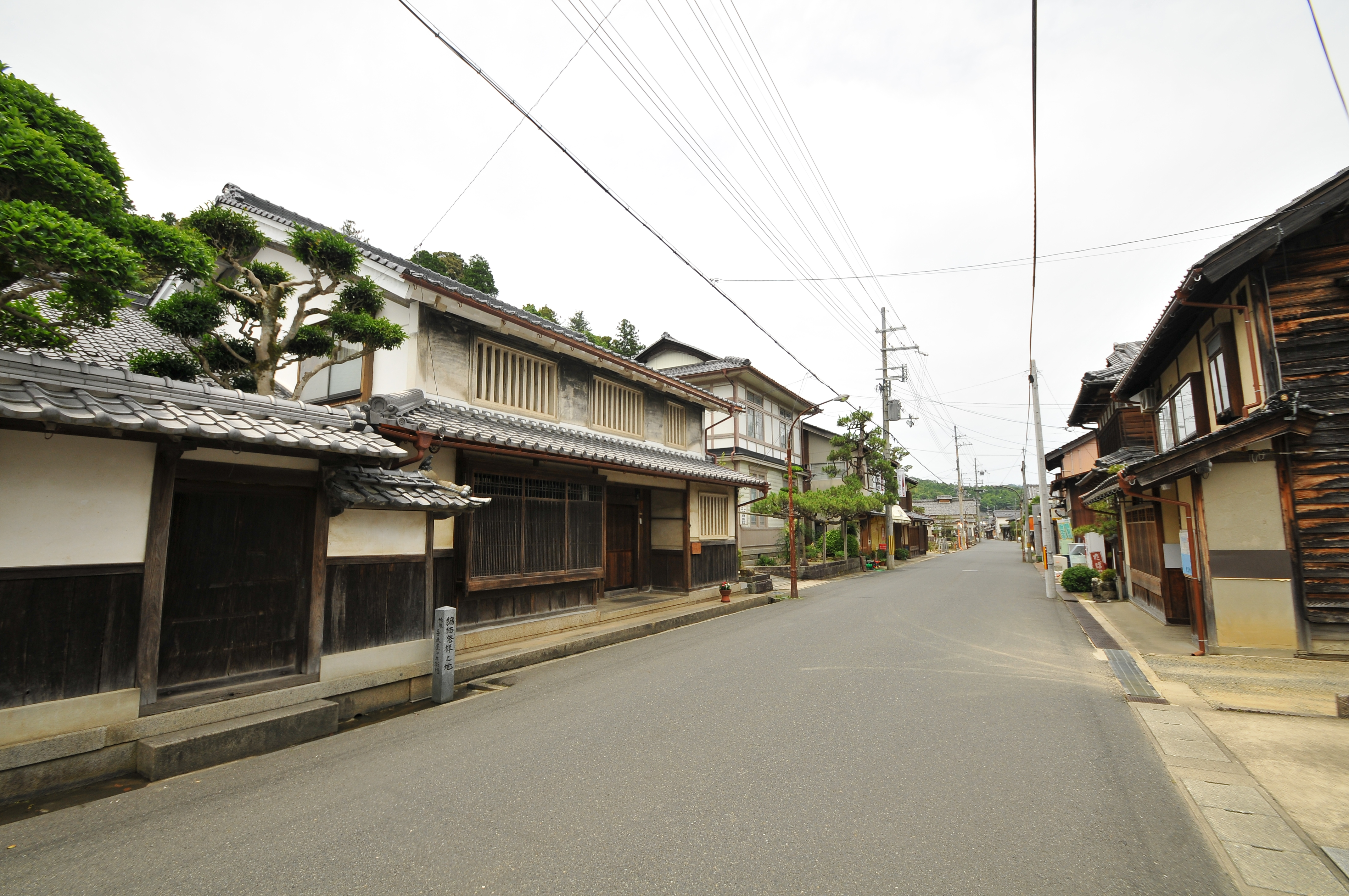
ちりめん街道（丹後ちりめん）
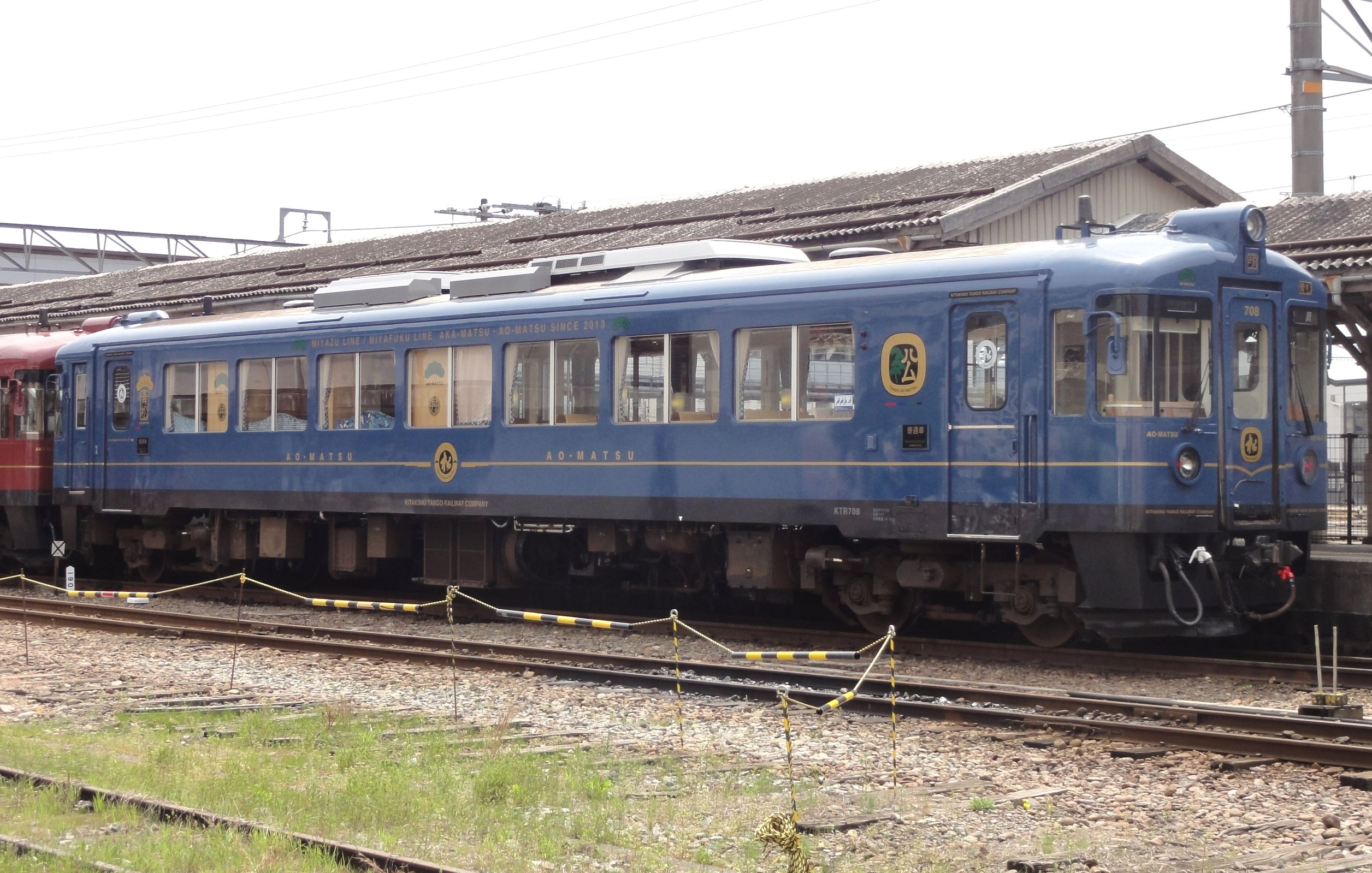
京都丹後鉄道の列車

## 主な都市圏
- 舞鶴都市圏
- 福知山都市圏

## 観光
天橋立や伊根の舟屋、山陰海岸ジオパーク、舞鶴港など多くの観光スポットが存在する。また有史以前から祀られる社格の高い寺社、カニやブリなどの海産物、丹後米や京野菜、フルーツなどの農産物、日本酒やへしこなどの加工品、丹後ちりめん、海水浴場、温泉などのコンテンツが揃っている。
しかしながら鉄道などの公共交通機関が疎らで、山がちな地形のため車道・駐車場も限られるため、こうした課題の克服と、京都北部地域の観光資源の活用、新たな地域消費の誘致のため、e-BIKE（スポーツタイプの電動アシスト自転車）を活用したエコツーリズムに地域として取り組んでいる。（京都オーシャンロードプロジェクト）